# Pseudarthria viscida
Pseudarthria viscida är en ärtväxtart som först beskrevs av Carl von Linné, och fick sitt nu gällande namn av Robert Wight och George Arnott Walker Arnott. Pseudarthria viscida ingår i släktet Pseudarthria och familjen ärtväxter. Inga underarter finns listade i Catalogue of Life.